# Afrânio da Costa
Afrânio da Costa, född 14 mars 1892 i Rio de Janeiro, död 26 juni 1979 i Rio de Janeiro, var en brasiliansk sportskytt.
Han blev olympisk silvermedaljör i fripistol vid sommarspelen 1920 i Antwerpen.